# Micranthes aprica
Micranthes aprica är en stenbräckeväxtart som först beskrevs av Edward Lee Greene, och fick sitt nu gällande namn av John Kunkel Small. Micranthes aprica ingår i släktet rosettbräckor, och familjen stenbräckeväxter. Inga underarter finns listade i Catalogue of Life.

## Bildgalleri

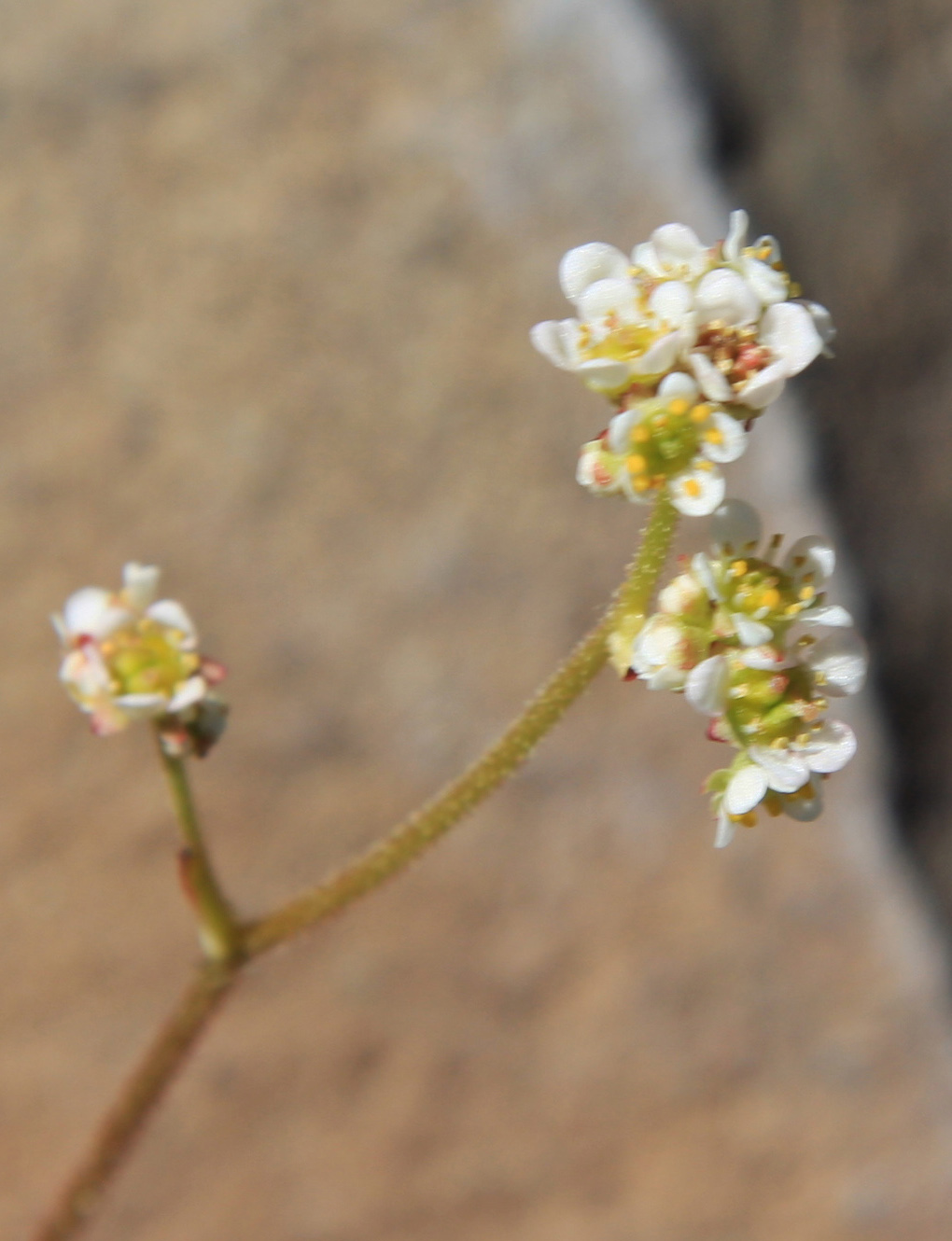